# Paulo Futre
Paulo Jorge dos Santos Futre, portugalski nogometaš, * 28. februar 1966.
Za portugalsko reprezentanco je odigral 41 uradnih tekem in dosegel šest golov.